# Olga Segler

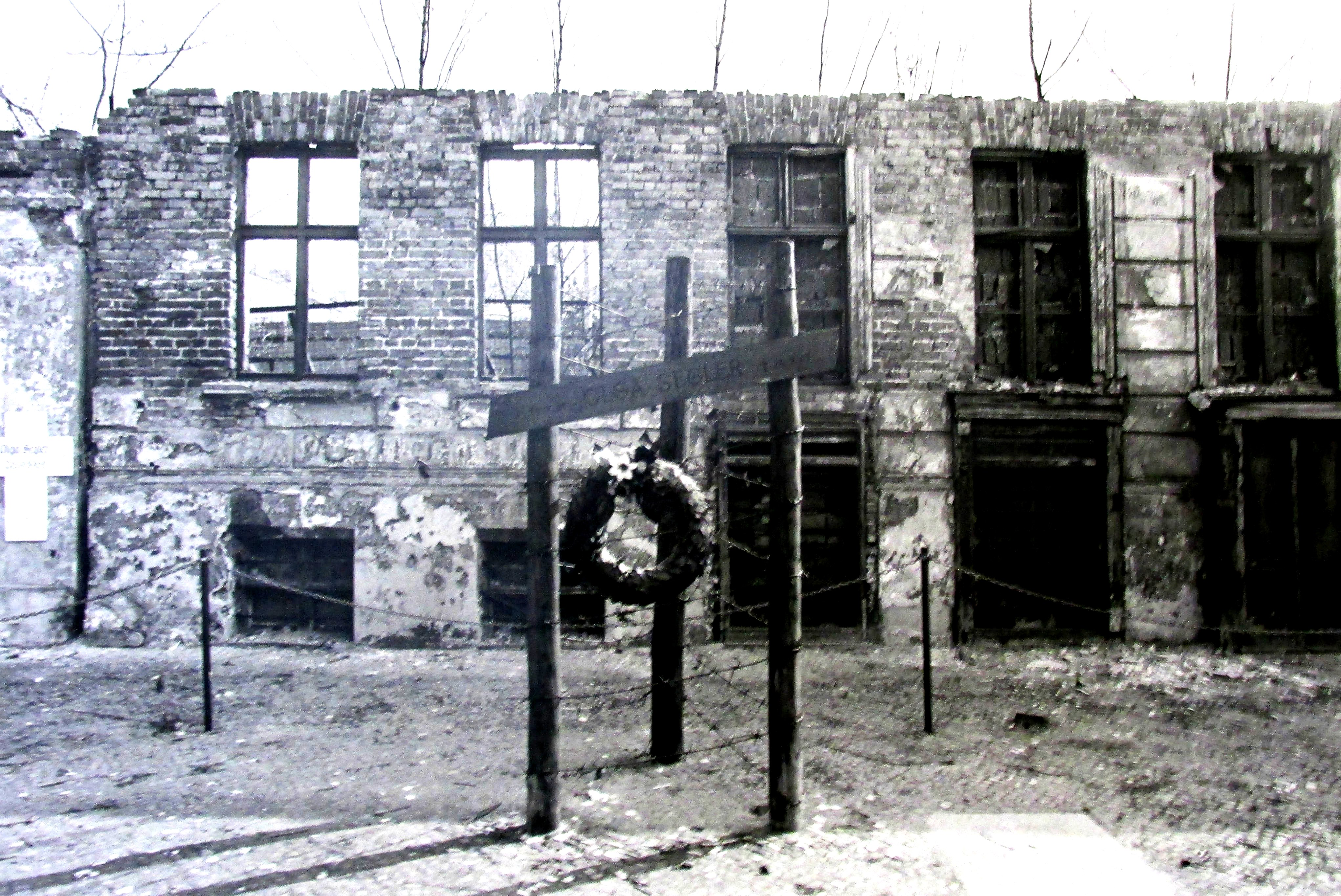
Façade de l'ancienne maison d'Olga Segler, Bernauer Strasse 32, Berlin, au milieu des années 1970.

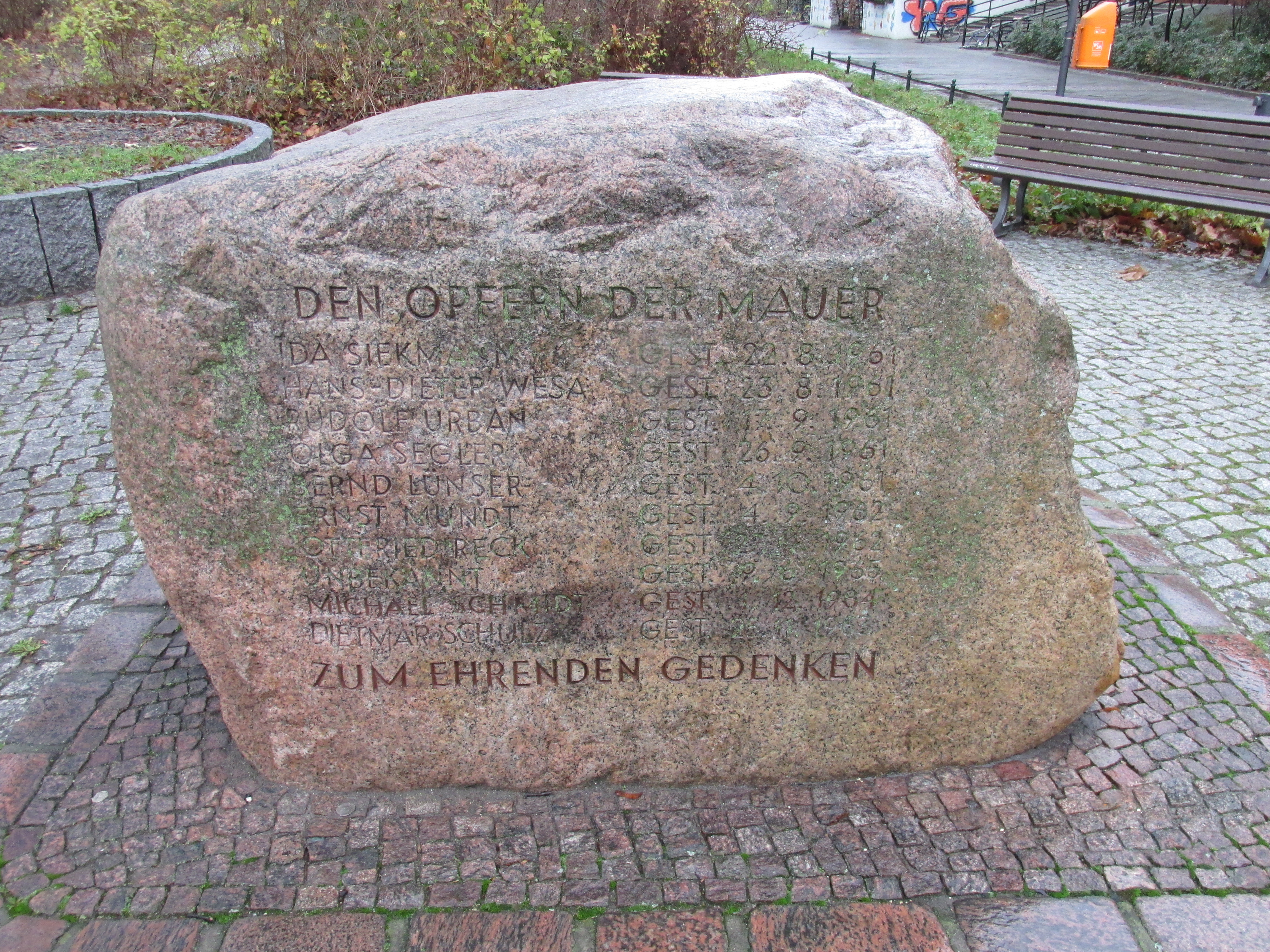
Pierre commémorative aux victimes du mur de Berlin sur la Bernauer Strasse.

Olga Segler (née le 31 juillet 1881 à Prischt en Ukraine et morte le 26 septembre 1961 à Berlin) est, selon l'état actuel des recherches, la plus ancienne victime du mur de Berlin.

## Biographie
Olga Segler vivait au deuxième étage du numéro 34 de la Bernauer Strasse à Berlin-Est, juste à la frontière avec Berlin-Ouest. Le trottoir devant la maison se trouvait déjà dans la partie ouest de Berlin. C'est pourquoi, les autorités de la RDA  prévoyaient une évacuation forcée des immeubles. Afin de pouvoir rejoindre sa fille dans le quartier voisin de Wedding à l'ouest de la ville, elle a sauté dans une bâche pompier fournie par les pompiers. Ayant subi de graves blessures internes, elle est décédée le lendemain. Son enterrement a eu lieu au cimetière municipal de Berlin-Reinickendorf.
En 1962, une croix commémorative a été érigée au 34 de la Bernauer Strasse 34. En septembre 1982 , le bureau du district de Wedding a placé un rocher sur la Bernauer Strasse (près de la Swinemünder Strasse ) à Berlin à la mémoire des victimes du Mur : Ida Siekmann, Hans-Dieter Wesa, Rudolf Urban, Olga Segler, Bernd Lünser, Ernst Mundt, Otfried Reck, Dietmar Schulz et  Dieter Brandes, victime encore inconnue en 1982. En 2006, une plaque commémorative pour Olga Segler a été aussi installée sur la Bernauer Strasse.